# Андара
Андара (исп. Macizo de Ándara) — горный массив на севере Испании.
Андара является восточной частью хребта Пикос-де-Эуропа Кантабрийских гор. Среди местных жителей он так и называется Масисо-Орьенталь (Восточный массив). Геологически массив сложен известняками, много карста и глубоких пещер.
Андара несколько ниже западной и центральной частей Пиков Европы. Высшая точка — гора Морра-де-Лечугалес (2444 м).
Расположен массив на территории Астурии и Кантабрии.
На склонах вне национального парка Пикос-де-Эуропа расположены горные пастбища.